# Christian Richter (Schachspieler)
Christian Richter (* 1. März 1978 in Osnabrück) ist ein deutscher Schachspieler.

## Leben
Er erlernte das Schachspiel mit 6 Jahren.
Wichtige Einzelerfolge:
- 2000: Pokalsieger des Schachbundes NRW
- 2000: Geteilter 1. Platz beim Werthaner Schloß-Open (mit GM Wladimir Epishin)
- 2003: Finalist im Deutschen Dähne-Pokal (gegen IM Thies Heinemann)
- 2000–2017 achtzehnfacher Stadtmeister von Osnabrück
- 2005 1. Platz Alligator-Pokal
- 2006 und 2013 1. Platz Beelener Pfingstturnier
- 2006 Geteilter 1. Platz beim Nordhäuser Open (mit GM Roman Slobodjan)

2009 wurde Richter zum Internationalen Meister ernannt, die erforderlichen Normen erfüllte er bei zwei First Saturday IM-Turnieren im September 2004 und September 2006 (jeweils mit Übererfüllung) sowie in der Schachbundesliga 2008/09.
Seine Elo-Zahl beträgt 2370 (Stand: November 2014), seine höchste Elo-Zahl von 2453 erreichte er im Januar 2007.

## Vereine
1991 trat er dem SV Osnabrück von 1919 bei. 1996 wechselte er zum SK Turm Emsdetten. Mit dem Verein gelang ihm in nur sechs Jahren der Aufstieg aus der Bezirksliga in die 1. Bundesliga. Nach dem finanziell bedingten Rückzug des Vereins in die 2. Bundesliga West gelang 2008 der erneute Aufstieg in die oberste Spielklasse. Nach dem erneuten Rückzug des SK Turm Emsdetten 2016 wechselte Richter zur zweiten Mannschaft des SV Werder Bremen.
In der niederländischen Meesterklasse spielte Richter von 2004 bis 2011 für den Enscheder Verein ESGOO, seit 2012 spielt er für den HMC Calder. In der belgischen Interclubs spielte er von 2009 bis 2011 für L’Echiquier Amaytois.